# Ascocorticium
Ascocorticium är ett släkte av svampar. Ascocorticium ingår i familjen Ascocorticiaceae, ordningen disksvampar, klassen Leotiomycetes, divisionen sporsäcksvampar och riket svampar.
| Ascocorticium | \| \| Ascocorticium anomalum \| \| \| \| |
|               | \| \| Ascocorticium anomalum \| \| \| \| |
|               | Ascocorticium anomalum                   |
|               |                                          |

|  | Ascocorticium anomalum |
|  |                        |